# Knobbelhagedissen
Knobbelhagedissen of knopschubhagedissen (Xenosauridae) zijn een familie van hagedissen. 

## Naam en indeling
De wetenschappelijke naam van de groep werd voor het eerst voorgesteld door Edward Drinker Cope in 1886. Knobbelhagedissen worden vertegenwoordigd door twaalf soorten die allemaal tot het geslacht echte knobbelhagedissen (Xenosaurus) (Peters 1861) behoren. Het aantal soorten is in de loop der jaren steeds toegenomen zodat in de literatuur verschillende soortenaantallen worden vermeld.
Een klade Xenosauridae is in 2010 door Jack Lee Conrad gedefinieerd als de groep bestaande uit Xenosaurus grandis en alle soorten nauwer verwant aan Xenosaurus dan aan Anguis fragilis, Carusia intermedia of Varanus varius.
Vroeger bestond de groep uit twee geslachten, maar sinds het geslacht Shinisaurus is afgesplitst tot een nieuwe groep (de familie Shinisauridae) zijn de knobbelhagedissen een zogenaamde monotypische familie die uit een enkel geslacht bestaat. Er zijn twee fossiele geslachten bekend die leefden in Noord-Amerika. Alle soorten knobbelhagedissen zijn eierlevendbarend; de jongen worden niet in een ei geboren maar komen levend ter wereld.

## Verspreiding en habitat
Knobbelhagedissen komen voor in delen van Midden-Amerika en leven in de landen Mexico en Guatemala. Het zijn uitgesproken bosbewoners die leven tussen de rotsen en in holle boomstammen. Ze laten zich weinig zien en er is niet veel bekend over hun levenswijze.